# Romentino
Romentino is een gemeente in de Italiaanse provincie Novara (regio Piëmont) en telt 4436 inwoners (31-12-2004). De oppervlakte bedraagt 17,7 km², de bevolkingsdichtheid is 251 inwoners per km².

## Demografie
Romentino telt ongeveer 1807 huishoudens. Het aantal inwoners daalde in de periode 1991-2001 met 3,7% volgens cijfers uit de tienjaarlijkse volkstellingen van ISTAT.
| Jaar | Inwoneraantal |
| ---- | ------------- |
| 1991 | 4401          |
| 2001 | 4240          |

## Geografie
De gemeente ligt op ongeveer 136 m boven zeeniveau.
Romentino grenst aan de volgende gemeenten: Bernate Ticino (MI), Galliate, Novara, Trecate.